# Mount Sourabaya
Mount Sourabaya ist ein rund 915 m hoher Schichtvulkan auf Bristol Island im Archipel der Südlichen Sandwichinseln. Er ragt 1,5 km nordwestlich des Mount Darnley auf.
Das UK Antarctic Place-Names Committee benannte ihn 1971 nach der Sourabaya, einem Fabrikschiff für den Walfang, dessen Besatzung 1935 Zeuge des Ausbruchs dieses Vulkans gewesen ist.